# Cordelia Bugeja
Cordelia Bugeja (Chichester, 5 marzo 1976) è un'attrice inglese, nota soprattutto per i suoi ruoli come Melanie Hart nella soap opera Family Affairs e Kate in Respectable on Five.

## Biografia
Negli anni 1993-1994 è apparsa nella sitcom di ITV Conjugal Rites nei panni del personaggio ricorrente Gillian Masefield. In seguito, è apparsa in numerosi spot televisivi britannici, in particolare la premiata campagna per il deodorante antitraspirante Sure e per la campagna della bevanda allo yogurt Yakult.
Nel 2005 ha recitato un ruolo da ospite nella serie televisiva Metropolitan Police, poi ripetutosi nel 2007, quando ha vestito i panni di Nina Lloyd in tre episodi.
Nel 2006, è apparsa in un episodio della sitcom Not Going Out nei panni della cameriera Julie. Nello stesso anno è anche apparsa in Poirot nel ruolo di Lilly Luxmore, in Cards on the Table. È però la partecipazione a Respectable a darle maggiore notorietà, grazie al ruolo di Kate: la serie comica, ambientata in un bordello, si incentra sulle avventure di Michael, infelicemente sposato e innamorato della prostituta Hayley, che cerca di mantenere una "doppia vita" tra famiglia e sotterfugi.
Nel 2008 ha partecipato al film di produzione britannica The Crew nel ruolo di Debs.
Nel 2013 ha recitato in un episodio della soap opera Doctors nel ruolo di Branwen Owen e nel cortometraggio Drone, con protagonista Ewen Bremner.
Nel 2018 ha interpretato il personaggio di Susan nel pluripremiato film drammatico Above the Clouds di Leon Chambers, al fianco di attori quali Philip Jackson, Naomi Morris, Gordon Kennedy e Andrew Murton.
Nel 2020 è entrata nel cast della sitcom The Trip, scritta e interpretata da Steve Coogan e Rob Brydon: partecipa nel ruolo di Katherine in tre episodi. In seguito recita anche nel film tratto dalla medesima serie, The Trip to Greece, nello stesso ruolo.

## Filmografia

### Cinema
- Strawberries, regia di Lefteris Charitos - cortometraggio (1993)
- Ole, regia di Dennis Iliadis - cortometraggio (1994)
- Sundae, regia di Anna Pernicci - cortometraggio (2000)
- The Calling - La chiamata (The Calling), regia di Richard Caesar (2000)
- The Pool (Swimming Pool - Der Tod feiert mit), regia di Boris von Sychowski (2001)
- MindFlesh, regia di Robert Pratten (2008)
- The Crew, regia di Adrian Vitoria (2008)
- Drone, regia di Daniel Jewel - cortometraggio (2013)
- Pleasure Island, regia di Mike Doxford (2015)
- King Arthur - Il potere della spada (King Arthur: Legend of the Sword), regia di Guy Ritchie (2017)
- Above the Clouds, regia di Leon Chambers (2018)
- The Trip to Greece, regia di Michael Winterbottom (2020)
- This Is Christmas, regia di Chris Foggin (2022)
- Picture This, regia di Prarthana Mohan (2025)

### Televisione
- Eye of the Storm – serie TV, 6 episodi (1993)
- Conjugal Rites – serie TV, 13 episodi (1993-1994)
- Ruth Rendell Mysteries (The Ruth Rendell Mysteries) – serie TV, episodio 8x04 (1994)
- Family Affairs – serial TV, 14 episodi (1997)
- Casualty – serie TV, episodio 14x18 (2000)
- EastEnders – serial TV, 1 episodio (2003)
- When I'm Sixty-Four, regia di Jon Jones – film TV (2004)
- Testimoni silenziosi (Silent Witness) – serie TV, episodio 8x07 (2004)
- Gaby & the Girls – serie TV (2004)
- Carrie & Barry – serie TV, episodio 2x03 (2005)
- Poirot (Agatha Christie's Poirot) – serie TV, episodio 10x02 (2006)
- Hustle - I signori della truffa (Hustle) – serie TV, episodio 3x03 (2006)
- Vital Signs – serie TV, episodio 1x02 (2006)
- Respectable – miniserie TV, 6 puntate (2006)
- Not Going Out – serie TV, episodio 1x03 (2006)
- Metropolitan Police (The Bill) – serie TV, 4 episodi (2005-2007)
- IT Crowd (The IT Crowd) – serie TV, episodi 1x04-2x05 (2006-2007)
- Christmas at the Riviera, regia di Mark Bussell e Justin Sbresni – film TV (2007)
- Comedy Showcase – serie TV, episodio 3x04 (2012)
- Milton Jones's House of Rooms – serie TV, episodio 1x01 (2012)
- Mount Pleasant – serie TV, 4 episodi (2011-2012)
- Holby City – serie TV, episodio 16x10 (2013)
- Doctors – serial TV, 6 episodi (2003-2016)
- The Trip – serie TV, episodi 4x03-4x05-4x06 (2020)
- Whitstable Pearl – serie TV, episodio 2x03 (2022)
- Freedom at Midnight – serie TV, 7 episodi (2024)